# Batalha de Nínive (627)
A batalha de Nínive de 627 foi a batalha final da guerra bizantino-sassânida de 602-628, travada na Pérsia, perto da cidade de Nínive.[a] A vitória bizantina derrotou o poderio da dinastia sassânida e durante algum tempo restaurou as antigas fronteiras do Império Bizantino no Médio Oriente. Porém, este ressurgimento de poder e prestígio não duraria muito, pois numa questão de décadas surgiu um califado islâmico no deserto da Arábia e mais uma vez o império foi levado à beira da destruição.

## Antecedentes
Quando Maurício (r. 582–602) foi assassinado pelo usurpador Focas (r. 602–610), Cosroes II (r. 590–628) declarou-lhe guerra, a pretexto de vingar a morte do seu benfeitor. Os Persas tiveram bastante êxito durante as primeiras fases da guerra, conquistando grande parte do Levante, Egito e até partes da Anatólia, mas a sorte mudou de rumo quando Heráclio (r. 610–641) ascendeu ao trono bizantino e conduziu os Persas à derrota. As campanhas de Heráclio alteraram o equilíbrio de forças, forçando os Persas a uma atitude defensiva e permitindo aos bizantinos recuperar o impulso. Aliados aos Ávaros, os Persas tentaram tomar Constantinopla em 626, mas foram foram ali derrotados.[carece de fontes?]
Enquanto decorria o cerco de Constantinopla, Heráclio aliou-se com o que as fontes bizantinas chamam Cazares que são identificados como sendo os Goturcos do Canato Túrquico Ocidental liderados por Ziebel (Tong Jabgu). Este foi subornado com belos presentes e a promessa como recompensa  aliança da porfironogénita Eudóxia Epifânia. Os turcos do Cáucaso responderam enviando 40 000 dos seus homens para devastar e saquear o Império Persa em 626, dando início à terceira guerra turco-persa. As operações conjuntas entre Bizantinos e Goturcos focaram-se no cerco de Tiflis.

## Invasão da Mesopotâmia
Em meados de setembro de 627, deixando Ziebel a cercar Tiflis, Heráclio invadiu o interior da Pérsia, com um exército de 25 000 a 50 000 Bizantinos e 40 000 Goturcos. No entanto, estes abandonaram-no rapidamente devido às inusuais condições climatéricas de inverno. Heráclio foi seguido pelo exército de Razates, de 12 000, do qual conseguiu escapar, dirigindo-se para o interior do território inimigo, no que é hoje o Iraque. Indo à frente, abastecendo-se de comida para os homens e animais no campos por onde passava, Heráclio dificultava de sobremaneira o abastecimento de Razates, que tinha dificuldades em encontrar provisões, o que se refletiu na saúde dos animais.
A 1 de dezembro, Heráclio atravessou o Grande Zabe e acampou perto de Nínive, num movimento de sul para norte, contrário o que era esperado pelo inimigo. Esta manobra pode também se vista como uma forma de evitar cair numa emboscada do exército persa no caso de derrota. Razates aproximou-se de Nínive por outro direção. Chegaram informações a Heráclio de que se aproximavam 3 000 reforços persas, forçando-o a atuar. Deu a entender que estava a retirar da Pérsia atravessando o Tigre.

## A batalha

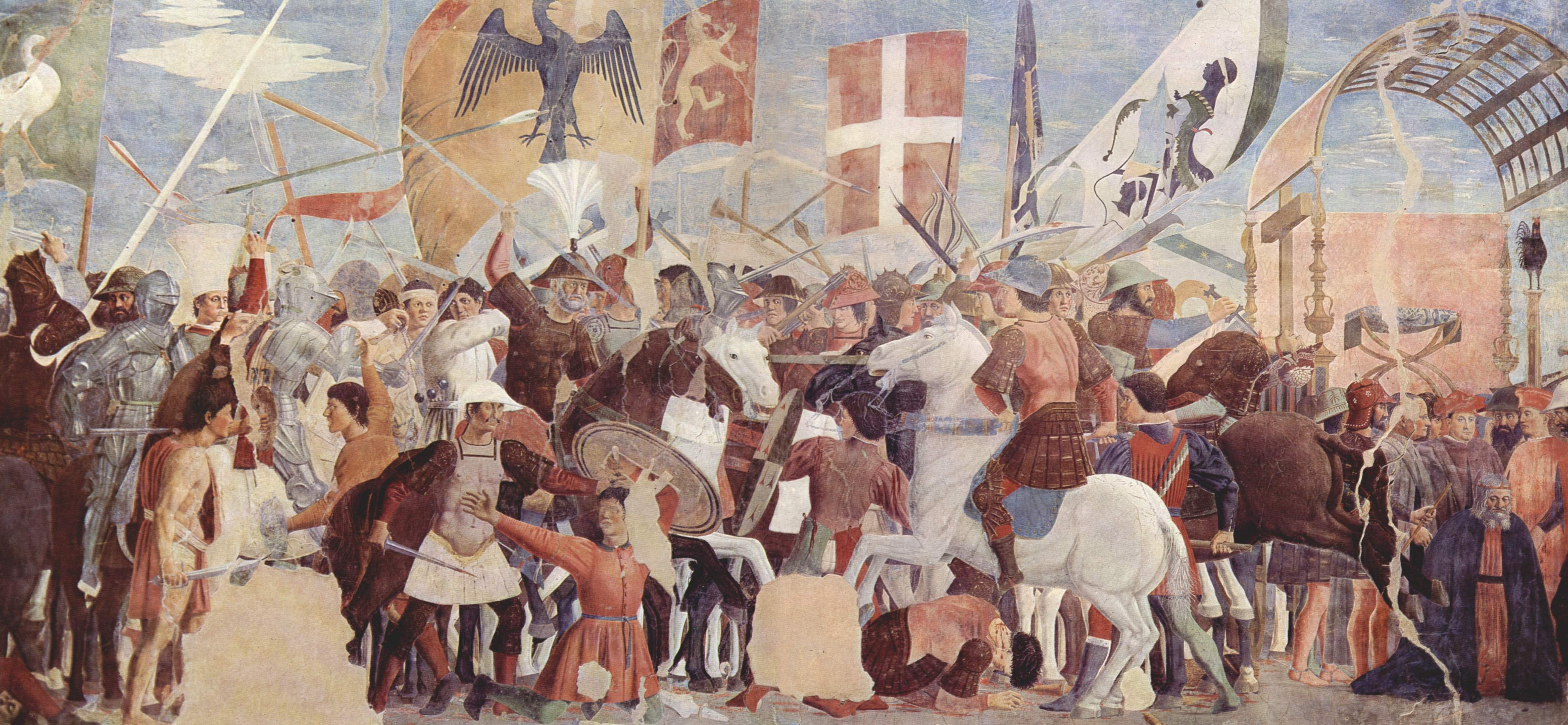
A batalha de Nínive num fresco da Basílica de São Francisco de Assis em Arezo, da autoria de Piero della Francesca

Heráclio posicionou-se numa planície a oeste do Grande Zabe, a alguma distância a leste de Nínive, o que lhe permitiu tirar partido da sua vantagem em lanças e combate corpo a corpo. O nevoeiro reduziu a vantagem dos Persas em relação a projéteis e permitiu aos Bizantinos carregar sem sofrer grandes baixas por fogo de barragem. Walter Kaegi acredita que a batalha ocorreu perto da ribeira Karamlays.
Razates dispôs as suas tropas em três unidades e atacou. Heráclio simulou uma retirada para atrair os Persas para a planície antes de virar as suas tropas contra o inimigo, para surpresa deste. Depois de oito horas de combates, os Persas retiraram subitamente para o sopé das colinas próximas, mas ainda não estavam exatamente  derrotados. Entretanto as baixas persas ascenderam a 6 000.
Na sua obra História Breve, Nicéforo (c.  758–828) relata que Razates desafiou Heráclio para uma luta pessoal. Heráclio aceitou e matou Razates com um só golpe; houve mais dois duelos que também foram ganhos pelos Bizantinos. Mesmo que esta versão seja fantasiosa, o certo é que Razates morreu durante a batalha.
Os 3 000 reforços persas chegaram demasiado tarde e provavelmente juntaram-se ao que restava das forças de Razates.

## Rescaldo

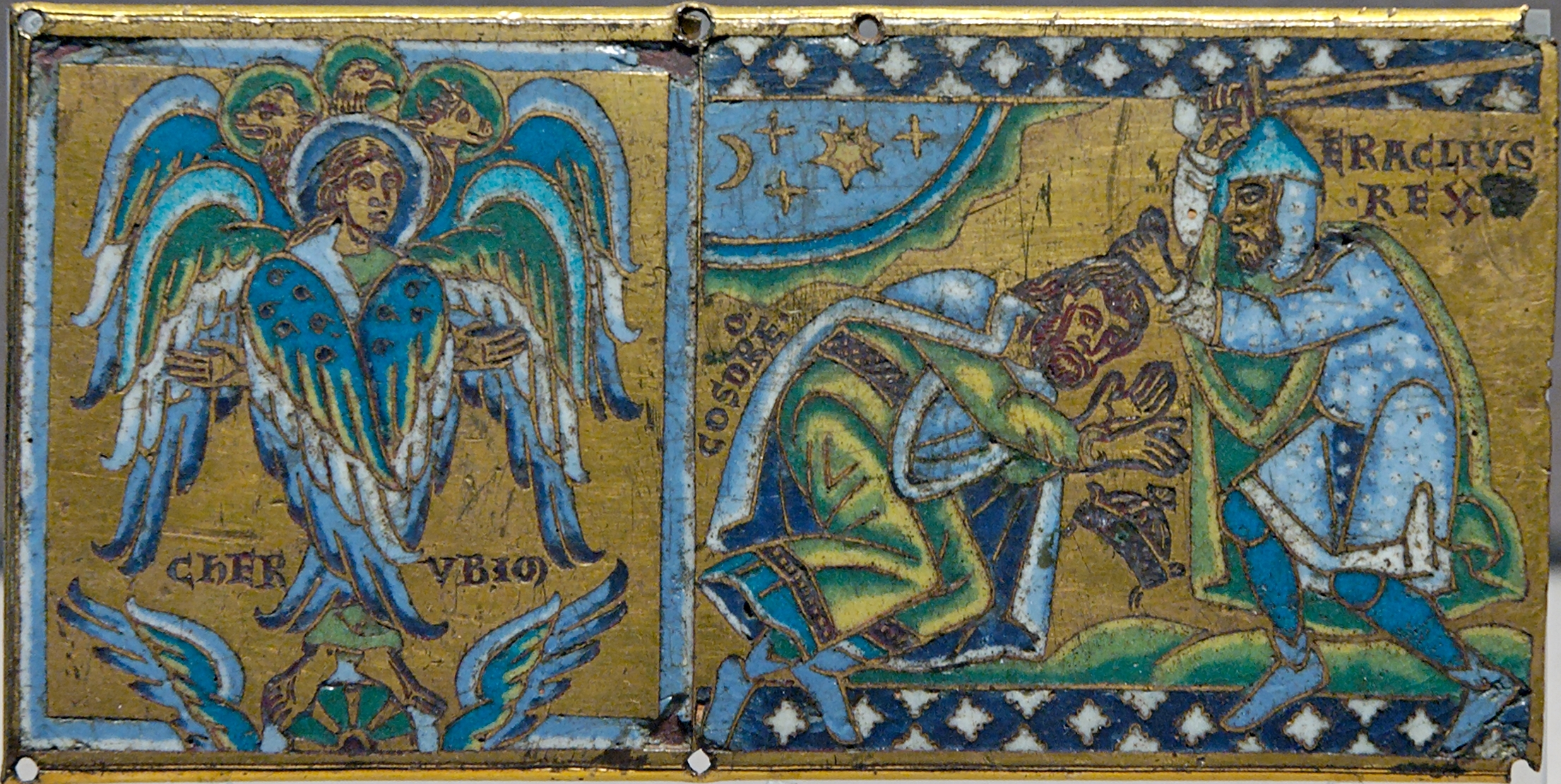
O querubim da visão de Ezequiel e o Heráclio recebem a submissão do xá sassânida numa gravura francesa do século XII

A vitória em Nínive dos Bizantinos não foi completa, pois não conseguiram tomar o acampamento inimigo. Contudo, a vitória foi suficientemente significativa para destroçar a resistência dos Persas. Sem tropas persas que se lhe opusessem, o exército vitorioso de Heráclio saqueou Dastaguirde, o palácio de Cosroes. Este tinha entretanto fugido para as montanhas de Susiana para ali tentar reunir apoio para a defesa de Ctesifonte, a capital sassânida. Os Bizantinos não puderam atacar Ctesifonte porque o canal de Naravã estava bloqueado devido ao colapso duma ponte que o atravessava.
O exército sassânida rebelou-se contra Cosroes e derrubou-o do poder, substituindo-o no trono pelo seu filho Cavades II (também conhecido como Siroes). Cosroes morreu numa masmorra depois de resistir durante cinco dias a duras condições, sendo executado lentamente no quinto dia com flechas. Cavades apressou-se a enviar uma oferta de paz a Heráclio. Este não impôs condições duras, pois estava ciente de que o seu próprio império se encontrava à beira da exaustão. Nos termos do tratado de paz, os Bizantinos recuperaram os territórios perdidos, os seus prisioneiros de guerra e uma  indemnização de guerra, além de relíquias de grande valor religioso, nomeadamente a Vera Cruz, que tinha sido perdida em 614 em Jerusalém.